# Juan II de Montferrato
Juan II Paleólogo (5 de febrero de 1321 – 19 de marzo de 1372) fue el marqués de Montferrato desde 1338 hasta su muerte.

## Vida
Juan era el hijo mayor de Teodoro I de Montferrato, quien le asoció en el gobierno del marquesado en 1336, y de su esposa Argentina Spinola. Tuvo una gran fortuna ampliando las fronteras de sus territorios a costa de sus vecinos. Con la ayuda de su primo Otón IV de Brunswick-Grubenhagen, Juan pudo luchar contra los angevinos de Nápoles, que tenían muchas posesiones en Piamonte y Saboya. El 9 de octubre de 1338 fue nombrado gobernador de Asti. El 22 de abril de 1345, en la batalla de Gamenario, derrotó al vicario angevino Reforza d'Angoult. Con la aprobación tácita de Luchino Visconti, Juan ocupó Alba, Bra, Valenza y, en 1348, Cuneo. Su influencia creció aún más en 1355 cuando acompañó al emperador Carlos IV a través de Italia. Por aquel tiempo logró que le otorgasen el señorío de las ciudades de Cherasco, Novara, y Pavía.

## Matrimonio e hijos
Juan II de Montferrato, señor de Asti (1339-40, 1356-60, 1361-72), Señor de Novara (1356-58), vicario imperial (1355), se casó con Cecile de Comminges (1337), hija de Bernardo VII de Cominges y de Laura de Montfort. la princesa Cecilia estuvo casada en primeras nupcias con el conde Amanieu d'Astarac y, tras enviudar en 1331, se volvió a casar con Juan II de Monferrato.
En segundas nupcias se casó con la reina de Mallorca, Isabel, en Montpellier el 4 de septiembre de 1358. Por este matrimonio perdió el apoyo del emperador y tuvo que hacer frente a los ataques de las tropas imperiales y las milanesas de los Visconti. El conflicto finalizó con la restitución de los territorios conquistados por Juan alrededor de Pavía a cambio de las posesiones milanesas en el área de Asti. Juan perdió muchos vasallos que se aliaron con los Visconti.
En su testamento de 1372, Juan dejó la tutela de sus hijos a su primo Otón y a Amadeo VI de Saboya. Con su esposa Isabel tuvo cuatro hijos, tres de los cuales le sucedieron en el gobierno de Montferrato, y una hija:
- Otón, quien sucedió a su padre.
- Juan, que sucedió a Otón.
- Teodoro , que sucedió a Juan.
- Margarita (1364 - 1420), que en 1375 se casó con Pedro II de Urgel
- Guillermo († junio de 1400)

Juan murió poco después de firmar su testamento en Volpiano, cerca de Turín, y fue enterrado en Chivasso.